# Distrikt Huaricolca
Der Distrikt Huaricolca liegt in der Provinz Tarma in der Region Junín in Zentral-Peru. Der Distrikt wurde am 14. Juni 1958 gegründet. Er besitzt eine Fläche von 165 km². Beim Zensus 2017 wurden 2001 Einwohner gezählt. Im Jahr 1993 lag die Einwohnerzahl bei 2839, im Jahr 2007 bei 3003. Sitz der Distriktverwaltung ist die 3796 m hoch gelegene Ortschaft Huaricolca mit 1062 Einwohnern (Stand 2017). Huaricolca befindet sich 11 km südsüdöstlich der Provinzhauptstadt Tarma.

## Geographische Lage
Der Distrikt Huaricolca liegt in der peruanischen Zentralkordillere im Süden der Provinz Tarma. Das Areal wird nach Norden zum Río Tarma entwässert.
Der Distrikt Huaricolca grenzt im Süden an die Distrikte Acolla und Distrikt Pomacancha (beide in der Provinz Jauja), im Westen und im Nordwesten an den Distrikt Tarma, im Nordosten an den Distrikt Tapo sowie im Osten an den Distrikt Ricrán (Provinz Jauja).

## Ortschaften
Im Distrikt gibt es neben dem Hauptort folgende größere Ortschaften:
- Apaycanchilla (329 Einwohner)
- Congas Antacucho (317 Einwohner)